# Идеал (математика)
Идеал А алгебре L у теорији група је подалгебра која је са елементима алгебре L затворена у односу на множење у L. Другим речима, идеал је подалгебра чији елементи помножени са елементима алгебре, припадају тој алгебри, што се означава са {\displaystyle [A,L]\subset L}.
Да је А идеал алгебре L се означава са {\displaystyle A\triangleleft L}.